# Tobias Lindholm
Tobias Lindholm (Næstved, 5 juli 1977) is een Deens filmregisseur en scenarioschrijver.

## Biografie
Tobias Lindholm werd geboren in 1977 in Næstved. Hij studeerde in 2007 af aan Den Danske Filmskole. Na enkele korte films werd hij in 2010 vaste scenarioschrijver voor de eerste twee seizoenen van de Deense televisieserie Borgen. In datzelfde jaar realiseerde hij samen met Michael Noer zijn eerste speelfilm R die de "Dragon Award for Best Nordic Film" kreeg op het Filmfestival van Göteborg en in 2011 bekroond werd met de Bodilprijs voor beste Deense film.
Herfst 2020 vertoonde het Deense TV2 zijn zesdelige "true crime" dramaserie Efterforskningen (The Investigation), gebaseerd op het onderzoek naar de dood van de Zweedse journaliste Kim Wall in 2017, resulterend in de veroordeling van Peter Madsen. Zij komen niet als personage in de film voor, evenmin als de misdaad zelf. De nadruk ligt op het onderzoek naar de toedracht.

## Filmografie

### Regie en scenario
- R (2010)
- Kapringen (2012)
- Krigen (2015)
- Efterforskningen (The Investigation) (2020)

### Scenario
- In transit (2005)
- Borgen (2010)
- Submarino (2010)
- Jagten (2012)

## Prijzen en nominaties
De belangrijkste:
| Jaar | Prijs                | Categorie      | Genomineerde(n) | Uitslag  |
| ---- | -------------------- | -------------- | --------------- | -------- |
| 2012 | Europese filmprijzen | Beste scenario | Jagten          | Gewonnen |